# 사하 공화국
사하 공식적으로 사하 공화국 (야쿠티야)는 러시아의 가장 큰 공화국으로, 북극해를 따라 러시아 극동에 위치하고 있으며 인구는 100만 명이다. 사하 공화국은 통치하는 극동 연방관구 면적의 절반을 차지하고 있으며 세계에서 가장 큰 국가의 하위 구역으로 3,083,523 제곱킬로미터(1,190,555 제곱마일)가 넘는다. 세계에서 가장 추운 주요 도시인 야쿠츠크는 수도이자 가장 큰 도시다.
공화국은 극심하고 혹독한 기후로 유명하며, 북반구에서 두 번째로 낮은 기온은 베르호얀스크와 오이먀콘에서 기록되었으며(정상 캠프, 그린란드에 이어 2번째), 야쿠츠크에서는 일반적인 겨울 평균 기온이 −35 °C (−31 °F) 이하로 떨어지는 경우가 많다. 초대륙적 경향으로 인해 공화국 대부분 지역에서 여름이 따뜻하다.
사하 공화국은 원래 사냥 수렵과 순록 유목 퉁구스족과 고시베리아족, 예를 들어 에벤키인과 유카기르인의 고향이었다. 바이칼 호수 주변 지역에서 이주한 튀르크계 사하인은 9세기에서 16세기 사이에 여러 차례에 걸쳐 레나강 중간에 처음 정착했으며, 중앙아시아의 목축 경제 시스템을 함께 가져왔다.
러시아인은 17세기 초 중반에 이 지역을 식민지화 하고 야쿠츠크주로 러시아 차르국에 편입했으며, 이 지역의 토착민들에게 푸르 조공을 바치도록 의무화했다. 러시아 정복 이후 초기에는 사하 인구가 70% 감소했지만, 제국 시대에는 토착 야쿠트인이 레나 강 중부에서 빌류이강을 따라 북쪽과 동쪽으로 확장되어 다른 토착 집단을 대체했다. 야쿠티아는 러시아 내전의 마지막 전투 중 일부를 겪었고, 볼셰비키 당국은 1922년에 야쿠츠크주를 자치 야쿠트 ASSR로 재편했다. 소련 시대에는 많은 슬라브족, 특히 러시아인과 우크라이나인이 이 지역으로 이주했다.
1990년 9월 27일, 이 지역은 야쿠트-사하 소비에트 사회주의 공화국이 되었고, 1991년 12월 27일에는 사하 공화국(야쿠티야)이 되었다.

## 어원
외래어 야쿠트는 에벤키어 용어 야코(또한 요코, 뇨카, 뇨카)에서 유래되었는데, 이는 에벤키인이 사하를 설명하는 데 사용했던 용어였다. 이는 다시 러시아인들에게 받아 들여졌다. 시베리아의 또 다른 이웃 민족인 유카기르인은 외래지명 요콜 ~ 요코드- ~ 요콘-(툰드라 유카기르어) 또는 야칼 ~ 야카드- ~ 야칸-(콜리마 유카기르어).
자기 명칭 사하는 아마도 야쿠트어의 외래어 명칭인 에벤키어와 유카기르어와 같은 어원(야쿠트어 발달 과정에서 규칙적인 발음 변화에 따라 *자카 > 사하로 변화)에서 유래했을 것이다.

## 지리
- 국경:

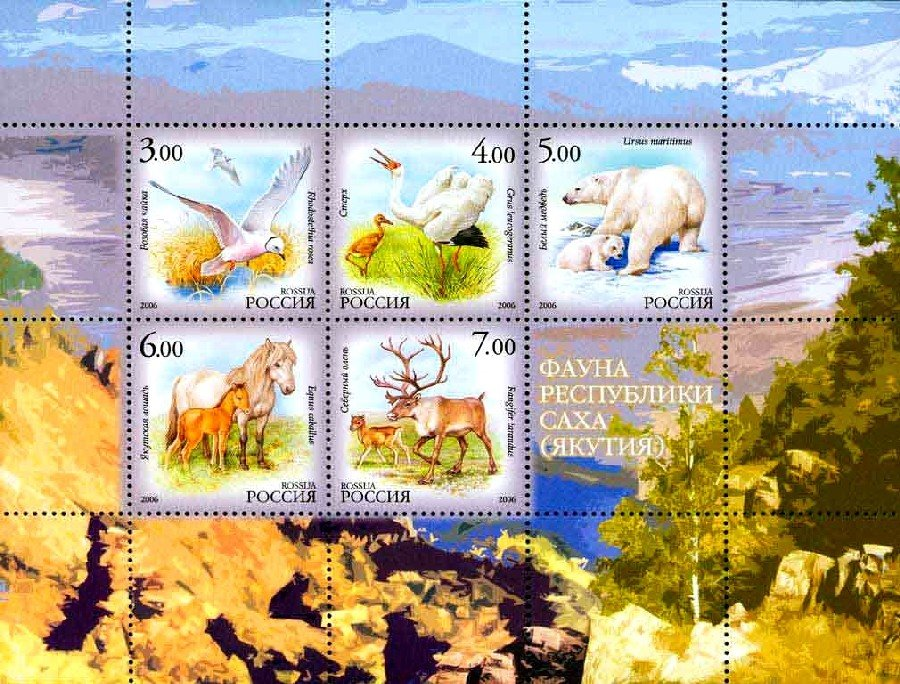
사하 공화국의 동물군: 로스 갈매기, 시베리아 두루미, 북극곰, 말, 순록. 러시아 우편 미니어처 시트, 2006년.

  - 내부: 축치 자치구 (660km) (동쪽 및 북동쪽), 마가단주 (1520km) (동쪽), 하바롭스크 변경주 (2130km) (남쪽), 아무르주 (남쪽), 자바이칼 변경주 (남쪽), 이르쿠츠크주 (남쪽 및 남서쪽), 크라스노야르스크 변경주 (서쪽).
  - 물: 북극해 (랍테프해와 동시베리아해 포함) (북쪽).
- 가장 높은 지점: 포베다 봉우리 (3,003 m)
- 최대 남북 거리: 2,500 km (1,600 mi)
- 최대 동서 거리: 2,000 km (1,200 mi)

사하는 극북의 헨리에타섬까지 뻗어 있으며 북극해의 랍테프해와 동시베리아해에 씻겨 있다.  북반구의 모든 바다 중 가장 차갑고 얼음이 많은 이 바닷물은 일 년 중 9~10개월 동안 얼음으로 덮여 있다. 뉴시베리아섬은 공화국 영토의 일부이다. 누나부트가 1999년에 캐나다의 노스웨스트 준주에서 분리된 후, 사하가 세계에서 가장 큰 국가 하부 조직 (스타토이드)이 되었으며, 면적은 3,083,523 제곱킬로미터 (1,190,555 mi2)이다. 인도의 영토(330만km22)보다 약간 작지만 아르헨티나보다 약간 크다.
사하 공화국은 세 개의 큰 식물 지대로 나눌 수 있다. 사하 공화국의 약 40%는 북극권 위에 있으며, 모두 영구 동토층으로 덮여 있어 이 지역의 생태에 큰 영향을 미치고 남부 지역의 삼림을 제한한다. 북극과 아극(아북극) 툰드라는 중간 지역을 정의하는데, 지의류와 이끼가 거대한 녹색 카펫처럼 자라고 순록이 좋아하는 목초지다. 툰드라 지대의 남부에는 난쟁이 시베리아 소나무와 낙엽송이 강을 따라 흩어져 자란다. 툰드라 아래에는 광대한 타이가 삼림 지대가 있다. 북쪽에는 낙엽송 나무가 우세하고 남쪽에는 전나무와 소나무가 나타나기 시작한다. 타이가 숲은 사하의 약 47%를 덮고 있으며, 덮개의 거의 90%가 낙엽송이다.
사하 공화국은 플라이스토세 공원이 있는 곳으로, 이 프로젝트는 플라이스토세 말~홀로세 초기에 이 지역에서 번성했던 동물을 도입하여 풀의 성장을 자극하여 플라이스토세 툰드라 초원을 재창조하는 것을 목표로 한다.

### 시간대
3개의 시간대로 나누어져 있다.
1. 야쿠츠크 시간(YAKT)에 접해 있다. UTC와의 시차는 +0900 (YAKT)이다.
2. 블라디보스토크 시간(VLAT)에 접해 있다. UTC와의 시차는 +1000 (VLAT)이다.
3. 마가단 시간(MAGT)에 접해 있다. UTC와의 시차는 +1100 (MAGT)이다.

### 강
레나강(4,310 km)이 가장 긴 강이다.
- 빌류이강(2,650 km)
- 올레뇨크강(2,292 km)
- 알단강(2,273 km)
- 콜리마강(2,129 km)
- 인디기르카강(1,726 km)
- 올료크마강(1,320 km)
- 야나강(872 km)
- 알라제야강
- 암가강
- 아나바리강
- 마르하강
- 마야강
- 무나강
- 뉴야강
- 세덴냐흐강
- 튱강

### 호수
700개 이상의 호수가 존재한다.
- 모고토예보호
- 네젤리호
- 네르피치예호

### 천연자원
석유, 천연 가스, 석탄, 다이아몬드와 금, 은이 채취가 된다.
- 다이아몬드: 러시아 전체 생산량의 90% 차지. 가채연수 30년(러시아 부존량의 99%, 세계부존량의 25%)
  - 주요 광산 - 우다치나야, 미르, 아이하드, 유빌레나야 등.
- 석유, 천연가스는 개발 초기 단계로 러시아 전체 매장량의 약 35%를 차지하는 것으로 추정되며 빌류이스카야, 넵스코보투오빈스카야,프레드파톰스카야 등의 지역에 집중 가채매장량은 가스 2.3조 입방미터, 석유 3억 톤이며 추정 매장량은 가스 9.4조, 석유 24억 톤
- 석탄: 총 96억 톤의 매장량으로 러시아 전체의 6% 이상 차지
  - 주요 광산: 엘긴스코예, 유즈노야쿠츠키, 지리안스키, 렌스키, 퉁구스스키 등
- 금: 러시아 전체 매장량의 20% 이상 차지. 인디기르카강, 야나강, 알단강 유역 등 동남부 지역
- 주석: 러시아 전체 매장량의 50%, 생산량의 40% 차지
- 안티몬: 러시아 전체 매장량의 90% 이상 차지. 주요 광산: 사릴라흐스키, 센타찬스키 등

### 기후
- 1월 기후: −28 °C(해안가), −50 °C(나머지 지역)
- 7월 기후: +2 °C(해안가), +19 °C(중부 지역)
- 강수량: 200 mm(중부 지역), 700 mm(동부 사하의 산악 지역)

## 역사
‘사하(Sakha)’는 이 지역의 중심 민족인 야쿠트(Yakut)인들의 별칭이다. 이들은 투르크 계통의 민족으로 13세기부터 이곳으로 이주하여 전통적으로 반유목생활을 해 왔다. 이들의 지역은 1620년대부터 러시아의 지배를 받게 되었다. 러시아 정부가 모피에 대한 세금을 부과하자, 야쿠트인들은 이에 1634년과 1642년에 반란을 일으켰으나 진압 당하였다.
이 지역은 극동으로의 우편 체계의 완성, 정치범 수용 시설의 건설, 1846년의 금광 발견 등으로 러시아인의 유입이 크게 증가하였고, 1880년대와 1890년대의 시베리아 철도의 건설과 레나(Lena) 강으로의 상선 운영으로 러시아인들의 유입이 더욱 증가하였다. 1851년에는 야쿠츠크 주가 설치되었다.
1922년 4월 27일에는 야쿠트 소비에트 사회주의 자치 공화국이라는 이름으로 변경되었으며, 1991년 12월 28일에는 잠시 야쿠트 소비에트 사회주의 공화국으로 승격되었다. 그러다가 1992년 4월 27일에 사하 공화국으로 승격되었다.

## 주민
도시의 인구 수는 야쿠츠크(23만 5,600명), 네륜그리(6만 9,100명), 미르니(34,400명), 렌스크(2만 6,200명), 알단(20,500명)이다.

### 민족
이 지역에는 여러 소수 민족들이 거주하고 있다. 대부분의 주민이 야쿠트인(45.54%)과 러시아인(41.15%)이다. 다른 소수 민족은 우크라이나인(7%)과 체첸인, 아제르바이잔인, 고려인, 아르메니아인, 중국인, 에벤인, 에네트인, 나나이인, 돌간인, 축치인, 유카기르인 등이 있다. 2002년의 조사에서, 사하 공화국에 거주하는 민족은 127개이다.
공용어는 야쿠트어와 러시아어이다. 러시아어는 25%가 쓰고 있다. 야쿠트어는 투르크어족에 속하나, 몽골어에서 차용어가 들어왔다.
| 연도                | 인구      | ±%     |
| ------------------- | --------- | ------ |
| 1897                | 269,880   | —      |
| 1926                | 283,468   | +5.0%  |
| 1939                | 413,198   | +45.8% |
| 1959                | 487,343   | +17.9% |
| 1970                | 664,123   | +36.3% |
| 1979                | 838,808   | +26.3% |
| 1989                | 1,081,408 | +28.9% |
| 2002                | 949,280   | −12.2% |
| 2010                | 958,528   | +1.0%  |
| 2021                | 995,686   | +3.9%  |
| Source: Census data |           |        |

## 경제
러시아 다이아몬드 광산의 거의 대부분이 있고 세계 다이아몬드의 1/4이 있기 때문에 연간 한화 약 2,000만원 정도를 번다.

## 교육
중요한 교육 기관으로는 야쿠트 대학교와 야쿠트 국립 아카데미가 있다.

## 종교
샤머니즘 또는 러시아 정교회를 주로 믿는다.

## 국경일
- 4월 27일 : 공화국의 날
- 6월 21일 : 야흐 축제 (일명 사하의 새해)

## 같이 보기
- 사하의 퀴진
- 레나 기둥
- 투쿨란
- 사하 공화국의 농촌 지역 목록
- 사하 공화국의 국가
- 투이마다
- 야쿠톈 칼
- 야쿠트어

## 설명 노트
1. ↑    - 러시아어: Якутия, tr. Yakutiya, IPA: [jɪˈkutʲɪjə]
  - 야쿠트어: Саха Сирэ Saxa Sire, sah
2. ↑    - 러시아어: Республика Саха (Якутия), tr. Respublika Sakha (Yakutiya), IPA: [rʲɪsˈpublʲɪkə sɐˈxa jɪˈkutʲɪjə]
  - 틀:Langx, sah

### 인용
1. ↑  Law #91
2. ↑  Президент Российской Федерации. Указ №849 от 13 мая 2000 г. «О полномочном представителе Президента Российской Федерации в федеральном округе». Вступил в силу 13 мая 2000 г. Опубликован: "Собрание законодательства РФ", No. 20, ст. 2112, 15 мая 2000 г. (President of the Russian Federation. Decree #849 of May 13, 2000 On the Plenipotentiary Representative of the President of the Russian Federation in a Federal District. Effective as of May 13, 2000.).
3. ↑  Госстандарт Российской Федерации. №ОК 024-95 27 декабря 1995 г. «Общероссийский классификатор экономических регионов.  2. Экономические районы», в ред. Изменения №5/2001 ОКЭР.   (Gosstandart of the Russian Federation. #OK 024-95 December 27, 1995 Russian Classification of Economic Regions.  2. Economic Regions, as amended by the Amendment #5/2001 OKER. ).
4. ↑  Minahan, James (2002). 《Encyclopedia of the Stateless Nations: S-Z》. Greenwood Publishing Group. 1630ff쪽.
5. 1 2  Constitution of the Sakha (Yakutia) Republic 53.1
6. ↑  “Сведения о наличии и распределении земель в Российской Федерации на 01.01.2019 (в разрезе субъектов Российской Федерации)”. Federal Service for State Registration, Cadastre and Cartography. 2022년 2월 9일에 원본 문서에서 보존된 문서. 2023년 8월 29일에 확인함.
7. ↑  “Оценка численности постоянного населения по субъектам Российской Федерации”. Federal State Statistics Service. 2022년 9월 1일에 확인함.
8. ↑  “26. Численность постоянного населения Российской Федерации по муниципальным образованиям на 1 января 2018 года”. 러시아 연방통계청. 2019년 1월 23일에 확인함.
9. ↑  Official throughout the Russian Federation according to Article 68.1 of the Constitution of Russia.
10. ↑  Constitution of the Sakha (Yakutia) Republic, Article 46
11. ↑  Russian Federal State Statistics Service (2011). Всероссийская перепись населения 2010 года. Том 1 [2010 All-Russian Population Census, vol. 1] (러시아어). Federal State Statistics Service.
12. 1 2  Rosstat (Russian Statistical Service), 2010 보관됨 10월 18, 2012 - 웨이백 머신 (xls). Retrieved June 15, 2012.
13. ↑  Gamble, Jessa (2015년 1월 28일). “What's the world's coldest city?”. 《The Guardian》. 2022년 5월 14일에 확인함.
14. ↑  Forsyth, James (1992). 《A History of the Peoples of Siberia: Russia's North Asian Colony》. Cambridge University Press. 55쪽. ISBN 978-0521477710.
15. ↑  Victor P. Krivonogov, "The Dolgans’Ethnic Identity and Language Processes." Journal of Siberian Federal University, Humanities & Social Sciences 6 (2013 6) 870–888.
16. ↑  “The Red Book of the Peoples of the Russian Empire”. 《www.eki.ee》.

### 일반 및 인용 참조
- Верховный Совет Республики Саха (Якутия). 4 апреля 1992 г. «Конституция (основной закон) Республики Саха (Якутия)», в ред. Конституционного закона №581-З 53-IV от 22 июля 2008 г.   (Supreme Council of the Sakha (Yakutia) Republic. April 4, 1992 Constitution (Basic Law) of the Sakha (Yakutia) Republic, as amended by the Constitutional Law #581-Z 53-IV of July 22 2008. ).